# ليونيل هامبتون
ليونيل هامبتون (بالإنجليزية: Lionel Hampton)‏ هو عازف ساكسفون وفنان إيقاعي وعازف بيانو وعازف الجاز وموزع وملحن ومنشد وممثل أمريكي، ولد في 20 أبريل 1908 بلويفيل في الولايات المتحدة، وتوفي في 31 أغسطس 2002 بنيويورك في الولايات المتحدة بسبب قصور القلب. بدأ مشواره المهني سنة 1927، ومن الجوائز التي نالها مركز كينيدي الثقافي والميدالية الوطنية للفنون.

## جوائز
- مركز كينيدي الثقافي
- الميدالية الوطنية للفنون

## وصلات خارجية
- ليونيل هامبتون على موقع IMDb (الإنجليزية)
- ليونيل هامبتون على موقع الموسوعة البريطانية (الإنجليزية)
- ليونيل هامبتون على موقع مونزينجر (الألمانية)
- ليونيل هامبتون على موقع ألو سيني (الفرنسية)
- ليونيل هامبتون على موقع ميوزك برينز (الإنجليزية)
- ليونيل هامبتون على موقع أول موفي (الإنجليزية)
- ليونيل هامبتون على موقع قاعدة بيانات برودواي على الإنترنت (الإنجليزية)
- ليونيل هامبتون على موقع قاعدة بيانات الأفلام السويدية (السويدية)
- ليونيل هامبتون على موقع إن إن دي بي (الإنجليزية)
- ليونيل هامبتون على موقع أول ميوزيك (الإنجليزية)